# La-Ba'shum
La-Ba'shum (o La-Ba'šum) va ser un rei de Sumer, de la primera dinastia d'Uruk, el vuitè de la llista de reis sumeris per a aquesta dinastia, a la meitat del tercer mil·lenni aC. Va ser el successor d'Udul-kalama. La llista li assigna un regnat de 9 anys. El va succeir En-nun-tarah-ana.